# Хусаинов, Гайса Батыргареевич
Гайса Батыргаре́евич Хусаи́нов (10 апреля 1928, Кармаскалинский район — 27 июля 2021, Уфа) — советский и российский филолог, академик АН РБ (1992), бывший главный редактор журнала «Ватандаш», Заслуженный деятель науки Российской Федерации (1993), народный писатель Республики Башкортостан (2008), лауреат Республиканской премии им. Салавата Юлаева (1980). Кавалер Ордена Почёта (1999).

## Биография
Гайса Батыргареевич Хусаинов родился 10 апреля 1928 года в деревне Утяганово Уфимского кантона БАССР (ныне Кармаскалинского района РБ).
В 1951 году окончил Башкирский государственный педагогический институт им. К. А. Тимирязева (ныне Уфимский университет науки и технологий).
В 1954 году окончил аспирантуру Института мировой литературы им. А. М. Горького в Москве. Защитил кандидатскую диссертацию, в 1970 году защитил докторскую диссертацию.
Башкирский литературовед, в 1991 г. был избран академиком АН Республики Башкортостан. В 1996—2000 гг. — главный редактор журнала «Ватандаш».
Заслуженный деятель науки Российской Федерации (1993), БАССР (1976).
С 1954 года Хусаинов работает в Институте истории, языка и литературы, с 1965 года — заведующий отделом литературы этого института. Научные труды Хусаинова посвящены актуальным проблемам башкирской филологии.
Он известен также как фольклорист-собиратель, исследователь. Г. Хусаинов признан основателем школы археографической и текстологической отрасли науки в республике. Он участвовал в многочисленных археографических экспедициях. Результатом экспедиций стали найденные уникальные рукописные и старопечатные книги, распространявшиеся на территории Башкортостана.
Первые статьи, рецензии Хусаинова были опубликованы в 1949 году, в сборнике литературно-критических статей «Некоторые вопросы башкирской советской поэзии» («Башkорт совет поэзияhынын kайhы бер мэсьэлэлэре») — в 1957 году.
Хусаинов — автор монографий «Творчество Сайфи Кудаша» («Сэйфи Кудаш ижады», 1959), «Даут Юлтый» (Дауыт Юлтый, 1963), «Поэты» («Шагирзар», 1981), «Мустай Карим: Личность. Поэт. Драматург. Прозаик» («Мостай Кэрим: Шэхес. Шагир. Драматург. Прозаик», 1994) и др. Составитель школьных учебников и хрестоматий по литературе. В жанре исторической прозы им написаны документально-исторические повести «Сказание об Алдар-батыре» («Алдар-батыр kиссаhы», 1981), «Фельдмаршал Пугачева» («Пугачев фельдмаршалы», 1984), историко-биографические книги «Мухаметсалим Уметбаев» («Мэхэммэтсэлим Эмэтбаев», 1989), «Кровавый пятьдесят пятый» («kанлы илле биш», 1993), книга-эссе «Жизнь как жизнь» («Тормош», 1989).
Заслуженный деятель науки Башкирской АССР (1976). Заслуженный деятель науки Российской Федерации (1989). Народный писатель Республики Башкортостан (2008).
Удостоен Республиканской премии им. Салавата Юлаева (1980).

## Основные труды
Г. Б. Хусаинов является автором более 50 монографий, 400 статей и публикаций в различных научных изданиях и сборниках, а также учебников и хрестоматий для общеобразовательных школ и вузов.
- Сборник литературно-критических статей «Некоторые вопросы башкирской советской поэзии», 1957.

- Монографии «Творчество Сайфи Кудаша» (1959), «Народный поэт Нигмати» (1960), «Даут Юлтый. Жизнь и творчество» (1963), «Мустай Карим. Личность. Поэт. Драматург. Прозаик» (1994).

- Книги «Время и поэзия» (1964), «В мире современной литературы» (1973), «Поэты» (1981), «Голос веков» (1984) и др.

- Монография «Пути развития башкирской советской поэзии» (1968)

- Книга «Время. Литература. Писатель» (1978). За эту книгу избранных трудов Г. Хусаинов был удостоен Республиканской премии им. С. Юлаева.

- Монография «Башкирская поэзия» (1982)

- «История башкирской советской литературы» (Уфа, 1967), многотомная «История башкирской литературы».
- Книги о выдающихся личностях башкирского народа «Ризаитдин Фахретдинов», «Мухаметсалим Уметбаев», «Ахметзаки Валиди Туган» (2000), повести «Кисса о героях» (1986) и «Фельдмаршал Пугачева» (1993)

Как писатель Гайса Батыргареевич работает в жанрах исторической прозы и эссеистики:
- Романы «Кровавый 55-й» (1996) и «Батырша» (2005).

- Гайса Батыргареевич — автор учебников, учебных пособий, хрестоматий и научно-методических разработок для башкирских школ. Является составителем, научным редактором научных собраний сочинений отдельных писателей, трудов по различным направлениям.